# Sinogone caesum
Espèce
Synonymes
- Sinogone caesuma Irfan, Wang & Zhang, 2023

Sinogone caesum est une espèce d'araignées aranéomorphes de la famille des Linyphiidae.

## Distribution
Cette espèce est endémique de Chongqing en Chine,. Elle se rencontre dans le xian de Wuxi.

## Description
Le mâle holotype mesure 2,23 mm et la femelle paratype 2,59 mm

## Systématique et taxinomie
Cette espèce a été décrite par Irfan, Wang et Zhang en 2023.

## Publication originale
- Irfan, Wang & Zhang, 2023 : « One new genus and nine new species of Linyphiidae spiders from Yintiaoling Nature Reserve, Chongqing of China. » Zootaxa, no 5257(1), p. 82-114 ; « Erratum. » Zootaxa, no 5263(4), p. 575-600.